# 布呂格倫
布呂格倫是瑞士的城鎮，位於該國北部，由索洛圖恩州負責管轄，面積1.72平方公里，海拔高度547米，2012年人口204，七成半人口信奉基督教，人口密度每平方公里119人。